# Chelsea (Maine)
Chelsea – miasto w Stanach Zjednoczonych, w stanie Maine, w hrabstwie Kennebec.